# Nubijski divlji magarac
Nubijski divlji magarac (lat. Equus (Asinus) africanus africanus), podvrsta divljeg afričkog magarca za kojega je ustanovljeno da je od njega uzgojena domesticirana podvrsta Equus asinus f. asinus Linnaeus, 1758. Danas živi samo u istočnoj Africi, najviše po zološkim vrtovima i nešto po utočištima po divljini. Do njegovog pripitomljavanja dolazi prije nekih 5.000 godina. 
Posljednji puta u divljini je viđen krajem 20. stoljeća u južnom Sudanu na red Sea Hillsu, tako da se sumnja da je u divljini možda izumro.
Druga divlja podvrsta je somalijski divlji magarac koja na donjem dijelu nogu ima pruge slične zebrinim.

## Sinonimi
- Asinus africanus Fitzinger, 1858
- Asinus asinus dianae Dollman, 1935
- Equus asinus africanus Heuglin and Fitzinger, 1866

- E. a. africanus
- E. a. africanus
- E. a. africanus